# Carkin
Carkin är en civil parish i kommunen North Yorkshire i England. Skapad 1 april 2015.